# Gà nước Allen
Gà nước Allen, tên khoa học Porphyrio alleni, là một loài chim trong họ Gà nước (Rallidae).